# Apiocera
Apiocera (лат.) — род насекомых из надсемейства Asiloidea, единственный в семействе Apioceridae, близкого к семействам Asilidae и Mydidae.

## Описание

Жилкование крыла Apiocera

Крупные мухи (10—35 мм) серой и чёрной окраски. Глаза большие, голые, у обоих полов разделены лбом. На темени два глазка. Крылья прозрачные, обычно короче брюшка. Базальные ячейки (br и bm) вытянутые. Дискоидальная ячейка (d) хорошо развита. Ячейки r1, r2+3, m3 и cup закрытые. Жилки M1 и M2 разделены. Жилка M1 достигает костальной перед вершиной крыла. Ноги длинные, умеренно толстые. Голени со шпорами и несколькими верхушечными щетинками. Коготки на лапках длинные и крепкие, пульвилы хорошо развита, эмподий отсутствует. Брюшко удлинённое, суженное к вершине.

## Биология
Обитатели аридных и семиаридных местообитаний. Мухи встречаются в сухих песчаных местах, обычно летают с жужжанием над голым грунтом. Питаются нектаром.
Самки откладывают яйца в рыхлую почву несколькими группами по 2—5 штук. В общей сложности самка производит от 36 до 69 яиц. Личиночное развитие длится 15—24 дней. Личинки ведут хищный образ жизни.

## Систематика и распространение
В единственном роде семейства Apioceridae насчитывается 143 вида, который разделён на четыре подрода. Ранее в состав этого семейства входил род Rhaphiomidas, но сейчас он перенесен в семейство Mydidae. Распространение дизъюнктивное, встречаются в Северной Америке (69 видов), Чили (4 вида), Австралии (74 вида) и Южной Африке (3 вида).

## Виды
Род включает 138 видов:
- A. acuticauda Cazier, 1982[11]
- A. acutipalpis Paramonov, 1953[12]
- A. afacialis Paramonov, 1953[12]
- A. alastor (Walker, 1849)
- A. albanyana Paramonov, 1953[12]
- A. aldrichi Painter, 1936
- A. aliena Paramonov, 1953[12]
- A. alleni Cazier, 1941
- A. ammophila Cazier, 1982[11]
- A. angusta Paramonov, 1953[12]
- A. antennata Paramonov, 1953[12]
- A. arena Cazier, 1982[11]
- A. arnaudi Cazier, 1982[11]
- A. asilica Westwood, 1835
- A. asiloides Paramonov, 1953[12]
- A. augur Osten Sacken, 1886
- A. aurelia Artigas, 1970
- A. auripilosa Cazier, 1982[11]
- A. australis Paramonov, 1953[12]
- A. badipeniculata Yeates, 1994
- A. barri Cazier, 1982[11]
- A. basivillosa Paramonov, 1953[12]
- A. beameri Painter, 1936
- A. bibula Cazier, 1982[11]
- A. bigelowi Cazier, 1982[11]
- A. bigotii (Macquart, 1847)
- A. bilineata Painter, 1932
- A. braunsi Melander, 1907
- A. brevicornis (Wiedemann, 1830)
- A. caboae Cazier, 1982[11]
- A. calida Cazier, 1982[11]
- A. caloris Painter, 1936
- A. campbelli Paramonov, 1953[12]
- A. canuta Cazier, 1982[11]
- A. cerata Paramonov, 1961
- A. chiltonae Cazier, 1982[11]
- A. chrysolasia Cazier, 1982[11]
- A. clavator Painter, 1936
- A. commoni Paramonov, 1953[12]
- A. constricta Cazier, 1985
- A. contrasta Paramonov, 1953[12]
- A. convergens Painter, 1936
- A. davidsonorum Cazier, 1982[11]
- A. deforma Norris, 1936
- A. deserticola Paramonov, 1953[12]
- A. draperae Cazier, 1982[11]
- A. elegans Paramonov, 1953[12]
- A. englishae Paramonov, 1953[12]
- A. excepta Paramonov, 1953[12]
- A. exta Cazier, 1941
- A. fallax Cazier, 1982[11]
- A. fasciata Paramonov, 1953[12]
- A. femoralis Cazier, 1982[11]
- A. ferruginea Paramonov, 1953[12]
- A. fisheri Cazier, 1982[11]
- A. flabellata Paramonov, 1953[12]
- A. foleyi Cazier, 1982[11]
- A. franckei Cazier, 1982[11]
- A. fullerae Paramonov, 1953[12]
- A. goerlingi Paramonov, 1953[12]
- A. hamata Cazier, 1982[11]
- A. hardyi Paramonov, 1953[12]
- A. haruspex Osten Sacken, 1877
- A. helenae Paramonov, 1953[12]
- A. hispida Cazier, 1941
- A. horticolis Cazier, 1982[11]
- A. immedia Hardy, 1940
- A. imminuta Hardy, 1940
- A. infinita Cazier, 1941
- A. interrupta Painter, 1936
- A. intonsa Cazier, 1941
- A. latifrons Paramonov, 1953[12]
- A. latipennis Paramonov, 1953[12]
- A. lavignei Cazier, 1985
- A. linsleyi Cazier, 1982[11]
- A. longicauda Paramonov, 1961
- A. longitudinalis Paramonov, 1953[12]
- A. lugubris Paramonov, 1953[12]
- A. mackerrasi Paramonov, 1953[12]
- A. macswaini Cazier, 1982[11]
- A. maritima Hardy, 1933
- A. maxima Paramonov, 1953[12]
- A. melanura Cazier, 1941
- A. mexicana Cazier, 1954
- A. minckleyi Cazier, 1982[11]
- A. minor Norris, 1936
- A. moderata Paramonov, 1953[12]
- A. moerens Westwood, 1841
- A. monticola Artigas, 1970
- A. mortensoni Cazier, 1982[11]
- A. mulegeae Cazier, 1985
- A. newmani Norris, 1936
- A. nicholsoni Paramonov, 1953[12]
- A. norrisi Hardy, 1940
- A. norrisiana Paramonov, 1953[12]
- A. notata Painter, 1936
- A. oblonga Paramonov, 1953[12]
- A. obscura (Philippi, 1865)
- A. ogradyi Cazier, 1982[11]
- A. omniflava Paramonov, 1953[12]
- A. ordana Paramonov, 1953[12]
- A. orientalis Paramonov, 1953[12]
- A. ornata Paramonov, 1953[12]
- A. painteri Cazier, 1963
- A. pallida Norris, 1936
- A. parahydra Cazier, 1982[11]
- A. parkeri Cazier, 1941
- A. pearcei Cazier, 1941
- A. philippii Brethes, 1924
- A. pica Norris, 1936
- A. picoides Paramonov, 1953[12]
- A. pilosoris Paramonov, 1953[12]
- A. powelli Cazier, 1982[11]
- A. pruinosa Cazier, 1982[11]
- A. pulcherrima Paramonov, 1961
- A. pulchra Paramonov, 1953[12]
- A. reginae Paramonov, 1953[12]
- A. rockefelleri Cazier, 1982[11]
- A. rubrifasciata Cazier, 1982[11]
- A. septentrionalis Paramonov, 1953[12]
- A. similis Paramonov, 1953[12]
- A. sonorae Cazier, 1954
- A. spectabilis Cazier, 1982[11]
- A. striativentris Paramonov, 1953[12]
- A. swani Paramonov, 1953[12]
- A. sylvestris Cazier, 1982[11]
- A. tonnoiri Norris, 1936
- A. trimaculata Painter, 1936
- A. tropica Paramonov, 1953[12]
- A. unicolor Paramonov, 1953[12]
- A. varia Cazier, 1985
- A. vespera Paramonov, 1953[12]
- A. victoriae Paramonov, 1953[12]
- A. volucra Cazier, 1982[11]
- A. voragocolis Cazier, 1982[11]
- A. vulpes Hermann, 1909
- A. warneri Cazier, 1985
- A. wilcoxi Cazier, 1982[11]